# Aeropuerto de Sydney (Nueva Escocia)
El Aeropuerto de Sydney (del inglés: Sydney Airport) (IATA: YQY, OACI: CYQY) está ubicado a 5 MN (9,3 km; 5,8 mi) al noreste de Sydney, Nueva Escocia, Canadá en la comunidad de Reserve Mines.
Este terminal es clasificado por NAV CANADA como un puerto de entrada y es servido por la Canada Border Services Agency. Los oficiales de la CBSA solo pueden atender aviones de hasta 44 pasajeros.

## Aerolíneas y destinos
- Air Canada
  -  Air Canada Jazz
    - Toronto / Aeropuerto de Toronto-Pearson
    - Montreal / Aeropuerto Internacional de Montreal-Trudeau
    - Halifax / Aeropuerto Internacional de Halifax Stanfield

  -  Air Georgian
    - Halifax / Aeropuerto Internacional de Halifax Stanfield
- Air Saint-Pierre
  - Saint-Pierre / Aeropuerto de St. Pierre
- WestJet
  - Toronto / Aeropuerto de Toronto-Pearson (estacional; desde el 5 de mayo)